# メイド・イン・ジャパン (ホワイトスネイクの作品)
『メイド・イン・ジャパン』（Made in Japan -Live at Loud Park 11-）は、ホワイトスネイクが2011年に収録、2013年に発表したライブ・アルバムおよび映像作品。
ホワイトスネイクは、2011年にスタジオアルバム『フォーエヴァーモア』をリリース。その後のワールドツアーの一環で来日。さいたまスーパーアリーナで行われたLOUDPARK11出演時の模様を収録し、リリースした。
(ライブCDのみのリリース分の音源は名古屋での収録分)

## 収録曲
ディスク1(DVD、Blu-ray Disc)及びディスク2(CD)
1. ベスト・イヤーズ - Best Years  -
2. ギヴ・ミー・オール・ユア・ラブ - Give Me All Your Love -
3. ラヴ・エイント・ノー・ストレンジャー - Love Ain't No Stranger  -
4. イズ・ディス・ラヴ - Is This Love -
5. スティール・ユア・ハート・アウェイ- Steal Your Heart Away -
6. フォーエヴァーモア- Forevermore -
7. シックス・ストリングス・ショウダウン - Six Strings Showdown -
8. ラヴ・ウィル・セット・ユー・フリー - Love Will Set You Free -
9. ドラム・ソロ - Drum Solo -
10. フール・フォー・ユア・ラヴィング - Fool For Your Loving -
11. ヒア・アイ・ゴー・アゲイン - Here I Go Again -
12. スティル・オブ・ザ・ナイト  - Still of the Night -

ディスク3(CD) リハーサル音源やアコースティックバージョンを収録したもの
1. ラヴ・ウィル・セット・ユー・フリー - Love Will Set You Free  -
2. スティール・ユア・ハート・アウェイ - Steel Your Heart Away  -
3. フェア・ティー・ウェル(アコースティック・ヴァージョン)   - Fare Thee Well (Acoustic Ver.)  -
4. ワン・オブ・ジーズ・デイズ(アコースティック・ヴァージョン) - One of These Days (Acoustiv Ver.)  -
5. レイ・ダウン・ユア・ラヴ - Lay Down Your Love  -
6. エヴィル・ウェイズ - My Evil Ways  -
7. グッド・トゥ・ビー・バッド(アコースティック・ヴァージョン) - Good To Be Bad (Acoustic Ver.)  -
8. テル・ミー・ハウ(アコースティック・ヴァージョン) - Tell Me How (Acoustic Ver.)  -
9. ベスト・イヤーズ (日本盤限定ボーナストラック) - Best Years  -
10. ザ・バジャー(デモ・セッション) (日本盤限定ボーナストラック)  - The Badger  -

## 参加ミュージシャン
- デイヴィッド・カヴァデール - ボーカル
- ダグ・アルドリッチ - ギター
- レブ・ビーチ - ギター
- マイケル・デヴィン - ベース
- ブライアン・ティッシー - ドラムス

サポート・メンバー
- ブライアン・ルーディ - キーボード